# Hans Gyllenskepp
Hans Gyllenskepp (stavade själv namnet Gyllenskiepp), född 1687 i Stockholm, död där 1738, var en svensk adelsman och kavalleriofficer.
Hans Gyllenskepp var son till kommendör Wilhelm Hansson Gyllenskiepp. Han inskrevs vid Uppsala universitet och blev efter att ha avslutat sina studier korpral vid Livgardet 1704 och följde Karl XII under hans följande krigståg. År 1705 befordrades Gyllenskepp till rustmästare, 1706 till fänrik, 1709 till löjtnant och 1711 till kapten. Efter slaget vid Poltava följde han kungen till Turkiet och ingick i Bender i den grupp som fick till uppgift att utarbeta ett nytt 
exercisreglemente för infanteriet och kavalleriet. Åren 1710-1711 deltog han i en expedition för att dokumentera antikviteter i Orienten och besökte bland annat Palestina, Chios och Rhodos. År 1712 sändes Gyllenskepp tillbaka till Sverige. Han tillfångatogs av danskarna men lyckades 1713 rymma ur fångenskapen. I Sverige tjänstgjorde han som kompanichef vid Livgardet och utnämndes 1716 till generaladjutant men sändes kort därefter på kungens uppdrag utomlands. Uppdraget han fick är okänt men han var väl införstådd i Georg Heinrich von Görtz kontakter med Spanien för att störta den brittiska regeringen. Enligt en uppgift från 1719 skall han ha varit en av dem som i Paris arbetade med detta mål. Vid sin återkomst till Sverige 1720 erhöll han avsked från sin tjänst vid livgardet med expektans på en överstelöjtnants position när sådan blev ledig. Någon sådan dök dock aldrig upp trots ivriga påstötningar från Gyllenskepp. Han erhöll i stället en mindre pension.